# Nomdieu
Nomdieu (okzitanisch gleichlautend) ist eine französische Gemeinde mit 252 Einwohnern (Stand: 1. Januar 2022) im Département Lot-et-Garonne in der Region Nouvelle-Aquitaine. Sie gehört zum Arrondissement Nérac und zum 2016 gegründeten Kommunalverband Albret Communauté. Die Einwohner werden Dieunommés genannt.

## Geografie
Nomdieu liegt 21 Kilometer südwestlich der Stadt Agen. Nachbargemeinden von Nomdieu sind Saumont im Norden, Saint-Vincent-de-Lamontjoie im Osten, Lamontjoie im Südosten, Ligardes im Süden, Francescas im Westen und Südwesten sowie Fieux im Westen und Nordwesten.

## Bevölkerungsentwicklung
| Jahr                       | 1962 | 1968 | 1975 | 1982 | 1990 | 1999 | 2006 | 2011 | 2018 |
| Einwohner                  | 258  | 236  | 184  | 163  | 162  | 200  | 231  | 222  | 254  |
| Quellen: Cassini und INSEE |      |      |      |      |      |      |      |      |      |

## Sehenswürdigkeiten

Kirche Saint-Jean-Baptiste

- Kirche Saint-Jean-Baptiste

## Belege
1. ↑  Nomdieu auf cassini.ehess.fr
2. ↑  Nomdieu auf insee.fr